# عمود الثالوث المقدس في أولوموتس
عمود الثالوث المقدس في أولوموتس (بالتشيكية: Sloup Nejsvětější Trojice v Olomouci) هو نصب ديني باروكي بني في مدينة أولوموتس (الآن في جمهورية التشيك) بين عامي 1716-1754. كان الغرض الرئيسي من هذا النصب الثناء على الكنيسة والعقيدة الكاثوليكية، ولا سيما في اظهار شكر لإنهاء الوباء الذي ضرب في مورافيا في الأعوام 1714-1716. وكان أيضًا رمزًا للوطنية المحلية، وذلك لأن كل الفنانين والحرفيين كانوا مقيمين في أولوموتس، وأكثر القديسين كما هو مبين على النحت في لعم صلة لمدينة أولوموتس.
النصب هي واحدة من أكبر المنحوتات في جمهورية التشيك. في عام 2000 أعلنت من قبل اليونسكو للتراث العالمي، والأسباب التي أدت إلى إعلان هي أنها «واحدة من الأمثلة البارزة في ذروة التعبير عن الفن الباروكي في أوروبا الوسطى».